# State Center
La ville de  State Center est située dans le comté de Marshall, dans l’État de l’Iowa, aux États-Unis. La population de la ville était en 2000 de 1 349 habitants.

## Source
- (en) Cet article est partiellement ou en totalité issu de l’article de Wikipédia en anglais intitulé « State Center, Iowa » (voir la liste des auteurs).